# Зоран Стојковић
Зоран Стојковић (Београд, 7. октобар 1946 — Београд, 5. јул 2020) био је српски правник и политичар. Стојковић је био министар правде Србије 2004—2007.

## Биографија
У Београду је завршио основну и средњу школу. Дипломирао је септембра 1969. на Правном факултету Универзитета у Београду као студент генерације.
Приправнички стаж, као и стаж стручног сарадника обавио је у Петом општинском суду у Београду. Априла 1972. године изабран је за судију Трећег општинског суда у Београду. У децембру 1980. године изабран је за судију Окружног суда у Београду. Рад у Окружном суду напустио је октобра 1987. године и од тада до 2004. године бавио се адвокатуром.
Зоран Стојковић је један од оснивача Демократске странке Србије. Од 2004. до 2007. био је министар правде у влади Војислава Коштунице. Преминуо је 6. јула 2020.